# Liste des édifices religieux de Strasbourg
 (décembre 2020).
Si vous disposez d'ouvrages ou d'articles de référence ou si vous connaissez des sites web de qualité traitant du thème abordé ici, merci de compléter l'article en donnant les références utiles à sa vérifiabilité et en les liant à la section « Notes et références ».
Cet article présente la liste des édifices religieux situés sur le territoire de la ville de Strasbourg.

## Christianisme

### Catholicisme
| Monument                                                                                 | Adresse                          | Coordonnées                      | Protection | Date              | Illustration                                                               |
| ---------------------------------------------------------------------------------------- | -------------------------------- | -------------------------------- | ---------- | ----------------- | -------------------------------------------------------------------------- |
| Cathédrale Notre-Dame                                                                    | place de la Cathédrale           | 48° 34′ 55″ nord, 7° 45′ 04″ est |            | 1179- fin 1439    | Cathédrale Notre-Dame                                                      |
| Église Saint-Aloyse                                                                      | place Saint-Aloise               | 48° 33′ 51″ nord, 7° 45′ 42″ est |            | fin XIXe siècle   | Église Saint-Aloyse                                                        |
| Église Saint-Antoine                                                                     | place Saint-Antoine              | 48° 35′ 51″ nord, 7° 42′ 36″ est |            | 1959-1961         | Église Saint-Antoine                                                       |
| Église Saint-Arbogast                                                                    | rue des Mérovingiens             | 48° 34′ 20″ nord, 7° 43′ 08″ est |            | 1910              | Église Saint-Arbogast                                                      |
| Église Saint-Benoît                                                                      | avenue Pierre Corneille          | 48° 35′ 29″ nord, 7° 41′ 53″ est |            | 1982              | Église Saint-Benoît                                                        |
| Église Saint-Étienne                                                                     | quai Saint-Étienne               | 48° 35′ 00″ nord, 7° 45′ 21″ est |            | XVIIIe siècle     | Église Saint-Étienne                                                       |
| Église Saint-Florent                                                                     | place Saint-Florent              | 48° 35′ 46″ nord, 7° 43′ 20″ est |            | 1910              | Église Saint-Florent                                                       |
| Église Saint-Jean                                                                        | quai Saint-Jean                  | 48° 35′ 47″ nord, 7° 43′ 20″ est |            |                   | Église Saint-Jean                                                          |
| Église Saint-Joseph                                                                      | rue des Petites Fermes           | 48° 34′ 50″ nord, 7° 42′ 44″ est |            | 1899-1901         | Église Saint-Joseph                                                        |
| Église Saint-Léon                                                                        | rue Saint-Dié                    | 48° 34′ 02″ nord, 7° 45′ 01″ est |            | 1925              | Église Saint-Léon                                                          |
| Église Saint-Louis                                                                       | rue Saint-Louis                  | 48° 34′ 42″ nord, 7° 44′ 45″ est |            | 1825-1827         | Église Saint-Louis                                                         |
| Église Saint-Louis                                                                       | place Jeanne d'Arc               | 48° 36′ 08″ nord, 7° 46′ 49″ est |            | 1857-1859         | Église Saint-Louis                                                         |
| Église Sainte-Bernadette                                                                 | 35 rue de l'Ill                  | 48° 36′ 46″ nord, 7° 46′ 19″ est |            | 1965              | Église Sainte-Bernadette                                                   |
| Église Sainte-Madeleine                                                                  | place Sainte-Madeleine           | 48° 34′ 47″ nord, 7° 45′ 18″ est |            | XIVe siècle       | Église Sainte-Madeleine                                                    |
| Église Saint-Maurice                                                                     | rue de la Forêt Noire            | 48° 35′ 05″ nord, 7° 46′ 14″ est |            | 1895              | Église Saint-Maurice                                                       |
| Église Saint-Pierre-le-Jeune                                                             | rue Castelnau                    | 48° 35′ 18″ nord, 7° 44′ 56″ est |            | 1889- fin 1893    | Église Saint-Pierre-le-Jeune                                               |
| Église Saint-Pierre-le-Vieux                                                             | place Saint-Pierre               | 48° 34′ 58″ nord, 7° 44′ 24″ est |            |                   | Église Saint-Pierre-le-Vieux                                               |
| Église des Dominicains                                                                   | rue de l'Université              | 48° 34′ 56″ nord, 7° 46′ 00″ est |            | 1929              | Église des Dominicains                                                     |
| Église de l'Hôpital Civil                                                                | place de l'Hôpital               | 48° 34′ 36″ nord, 7° 44′ 48″ est |            | 1856-1858         | Église de l'Hôpital Civil                                                  |
| Chapelle Notre-Dame de la Toussaint Sœurs de la Congrégation de la Charité               | rue Toussaint                    | 48° 35′ 15″ nord, 7° 44′ 43″ est |            | 1855              | Chapelle Notre-Dame de la Toussaint Sœurs de la Congrégation de la Charité |
| Chapelle Sainte-Anne                                                                     | rue Martin Hubrecht              | 48° 36′ 53″ nord, 7° 47′ 12″ est |            | 1958-1959         | Chapelle Sainte-Anne                                                       |
| Chapelle Sainte-Barbe                                                                    | rue Saint-Marguerite             | 48° 34′ 54″ nord, 7° 44′ 06″ est |            | 1877              | Chapelle Sainte-Barbe                                                      |
| Église Saint-Amand                                                                       | place Levrault                   | à géolocaliser                   |            | 1970              | Image manquante Téléverser                                                 |
| Église Antoine Chevrier                                                                  | rue Léonard de Vinci             | à géolocaliser                   |            | 1989-1993         | Image manquante Téléverser                                                 |
| Église Saint-Bernard                                                                     | rue Ypres                        | à géolocaliser                   |            | 1961-1962         | Image manquante Téléverser                                                 |
| Église du Bon-Pasteur                                                                    | 46 rue du Rieth                  | à géolocaliser                   |            | 1966-1976         | Image manquante Téléverser                                                 |
| Église Saint-Christophe                                                                  | rue d'Indre                      | à géolocaliser                   |            | 1964-1968         | Image manquante Téléverser                                                 |
| Église du Christ Ressuscité                                                              | 4 rue de Palerme                 | à géolocaliser                   |            | 1969-1971         | Image manquante Téléverser                                                 |
| Église Saint-Ignace                                                                      | 68 rue Altenheim                 | à géolocaliser                   |            | 1847              | Image manquante Téléverser                                                 |
| Église Saint-Jean-Bosco                                                                  | rue Virgile                      | à géolocaliser                   |            | 1972              | Image manquante Téléverser                                                 |
| Église Sainte-Jeanne-d'Arc                                                               | rue Abbé François Xavier Scherer | à géolocaliser                   |            | 1932              | Image manquante Téléverser                                                 |
| Chapelle Notre-Dame-des-Mineurs                                                          | rue des Mineurs                  | à géolocaliser                   |            | 1837-1886         | Image manquante Téléverser                                                 |
| Chapelle Notre-Dame du Wacken                                                            | 6 rue Léon Boll                  | à géolocaliser                   |            | 1837-1886         | Image manquante Téléverser                                                 |
| Église Notre-Dame de Lourdes                                                             | rue Hohwald                      | à géolocaliser                   |            | 1964-1967         | Image manquante Téléverser                                                 |
| Église du Sacré-Cœur                                                                     | rue Balbronn                     | à géolocaliser                   |            | 1960              | Image manquante Téléverser                                                 |
| Église Saint-Vincent-de-Paul                                                             | place Ile de France              | à géolocaliser                   |            | 1962-1964         | Image manquante Téléverser                                                 |
| Église Saint-Urbain                                                                      | rue de Lièpvre                   | à géolocaliser                   |            | XXe siècle        | Image manquante Téléverser                                                 |
| Église Fraternité Sacerdotale Saint Pie X à la Chapelle Notre-Dame du Très-Saint-Rosaire | 28 rue du Faubourg Saint-Pierre  | à géolocaliser                   |            |                   | Image manquante Téléverser                                                 |
| Chapelle des Capucins                                                                    | rue Monseigneur Hoch             | à géolocaliser                   |            |                   | Image manquante Téléverser                                                 |
| Chapelle de la clinique Sainte Odile                                                     | 1 rue Simonis                    | à géolocaliser                   |            |                   | Image manquante Téléverser                                                 |
| Chapelle du couvent Saint-Joseph                                                         | 3 rue de la Fédération           | à géolocaliser                   |            |                   | Image manquante Téléverser                                                 |
| Chapelle de l'hôpital Saint-François                                                     | rue David Richard                | à géolocaliser                   |            |                   | Image manquante Téléverser                                                 |
| Chapelle de l'institut des Soeurs Muets                                                  | 17 rue de la Ganzau              | à géolocaliser                   |            |                   | Image manquante Téléverser                                                 |
| Chapelle des Soeurs de la Croix                                                          | 80 avenue du Neuhof              | à géolocaliser                   |            |                   | Image manquante Téléverser                                                 |
| Chapelle Sainte Croix au cimetière eglise de la croix 6 place austerlitz                 | avenue Jean Jaurés               | à géolocaliser                   |            |                   | Image manquante Téléverser                                                 |
| Église des Franciscains                                                                  | rue Dotzinger                    | à géolocaliser                   |            |                   | Image manquante Téléverser                                                 |
| Chapelle des Soeurs de la croix                                                          | 18 rue de la Charité             | à géolocaliser                   |            |                   | Image manquante Téléverser                                                 |
| Chapelle de Garnison                                                                     | place Broglie                    | à géolocaliser                   |            | fin XVIIIe siècle | Chapelle de Garnison                                                       |

### Protestantisme
| Monument                                 | Adresse                    | Coordonnées                      | Protection | Date       | Illustration                             |
| ---------------------------------------- | -------------------------- | -------------------------------- | ---------- | ---------- | ---------------------------------------- |
| Église réformée du Bouclier              | rue Bouclier               | 48° 34′ 50″ nord, 7° 44′ 40″ est |            |            | Église réformée du Bouclier              |
| Église Sainte-Aurélie                    | rue Martin Bucer           | 48° 34′ 53″ nord, 7° 44′ 00″ est |            |            | Église Sainte-Aurélie                    |
| Église Saint-Guillaume                   | rue Saint-Guillaume        | 48° 34′ 55″ nord, 7° 45′ 28″ est |            |            | Église Saint-Guillaume                   |
| Église de la cité de l'Ill               | rue de l'Ill               | 48° 36′ 42″ nord, 7° 46′ 40″ est |            | 1966       | Église de la cité de l'Ill               |
| Église Saint-Matthieu                    | boulevard d'Anvers         | 48° 34′ 53″ nord, 7° 46′ 48″ est |            | 1965-1966  | Église Saint-Matthieu                    |
| Église Saint-Paul                        | rue de la Tour             | 48° 34′ 40″ nord, 7° 42′ 51″ est |            | début 1911 | Église Saint-Paul                        |
| Église du Temple-Neuf                    | place du Temple Neuf       | 48° 35′ 00″ nord, 7° 44′ 55″ est |            |            | Église du Temple-Neuf                    |
| Église Saint-Nicolas                     | quai Saint-Nicolas         | 48° 34′ 42″ nord, 7° 44′ 54″ est |            |            | Église Saint-Nicolas                     |
| Église Saint-Paul                        | quai Zorn                  | 48° 35′ 11″ nord, 7° 45′ 36″ est |            |            | Église Saint-Paul                        |
| Église protestante Saint-Pierre-le-Jeune | rue Saint-Pierre le Jeune  | 48° 35′ 08″ nord, 7° 44′ 47″ est |            |            | Église protestante Saint-Pierre-le-Jeune |
| Église Saint-Pierre-le-Vieux             | Grand-Rue                  | 48° 34′ 58″ nord, 7° 44′ 23″ est |            |            | Église Saint-Pierre-le-Vieux             |
| Église Saint-Thomas                      | place Saint-Thomas         | 48° 34′ 47″ nord, 7° 44′ 45″ est |            |            | Église Saint-Thomas                      |
| Église Saint-Martin Baptisme             | Pont-Saint-Martin          | 48° 34′ 49″ nord, 7° 44′ 36″ est |            | 1905       | Église Saint-Martin Baptisme             |
| Église méthodiste de Sion                | place Benjamin Zix         | 48° 34′ 53″ nord, 7° 44′ 33″ est |            | 1882       | Église méthodiste de Sion                |
| Église protestante de la Robertsau       | rue Boecklin               | à géolocaliser                   |            | 1862-1864  | Église protestante de la Robertsau       |
| Église Saint-Sauveur                     | place Mathieu Zell         | à géolocaliser                   |            | 1905       | Église Saint-Sauveur                     |
| Chapelle des Diaconesses                 | rue Sainte-Élisabeth       | 48° 34′ 38″ nord, 7° 44′ 43″ est |            | 1905       | Chapelle des Diaconesses                 |
| Église évangélique Agape                 | 9 rue de Niederbronn       | à géolocaliser                   |            |            | Image manquante Téléverser               |
| Église protestante de Cronenbourg-cité   | 2 rue Paul Langevin        | à géolocaliser                   |            |            | Image manquante Téléverser               |
| Église protestante de la Meinau          | avenue Christian Pfister   | à géolocaliser                   |            | 1955       | Image manquante Téléverser               |
| Église Saint-Jean de la Montagne Verte   | rue Ernolsheim             | à géolocaliser                   |            | 1956-1958  | Image manquante Téléverser               |
| Église protestante de Neudorf            | 146 rue du Polygone        | à géolocaliser                   |            | 1959-1962  | Image manquante Téléverser               |
| Église protestante du Neuhof             | 34 rue Altenheim           | à géolocaliser                   |            | 1851       | Image manquante Téléverser               |
| Église de la Résurrection                | rue du Commandant François | à géolocaliser                   |            | 1964       | Image manquante Téléverser               |
| Chapelle Saint-Erhard                    | place de l"Hôpital         | à géolocaliser                   |            | 1396-1428  | Chapelle Saint-Erhard                    |
| Église protestante                       | 93 rue Schongauer          | à géolocaliser                   |            | XXe siècle | Image manquante Téléverser               |
| Ancienne église protestante              | 6 rue Charité              | à géolocaliser                   |            | XXe siècle | Image manquante Téléverser               |
| Église protestante Bucer                 | 7 rue Gioberti             | à géolocaliser                   |            | XXe siècle | Image manquante Téléverser               |
| Évangélique Adventiste                   | 5 boulevard d'Anvers       | à géolocaliser                   |            |            | Image manquante Téléverser               |
| Évangélique Baptiste                     | 32 rue du Languedoc        | à géolocaliser                   |            |            | Image manquante Téléverser               |
| Église évangélique de la Croix           | 6 place d'Austerlitz       | à géolocaliser                   |            |            | Image manquante Téléverser               |
| Évangélique Bonne Nouvelle               | rue des Magasins           | à géolocaliser                   |            |            | Image manquante Téléverser               |
| Évangélique Pentecôtiste                 | 9 rue des Frères Eberts    | à géolocaliser                   |            |            | Image manquante Téléverser               |

### Orthodoxie
| Monument                                    | Adresse                           | Coordonnées                      | Protection | Date            | Illustration                        |
| ------------------------------------------- | --------------------------------- | -------------------------------- | ---------- | --------------- | ----------------------------------- |
| Église orthodoxe de Tous-les-Saints         | rue du Général Conrad             | 48° 35′ 25″ nord, 7° 47′ 13″ est |            | 2014 - fin 2018 | Église orthodoxe de Tous-les-Saints |
| Église orthodoxe serbe Saint-Georges        | rue du Donon                      | 48° 34′ 47″ nord, 7° 43′ 07″ est |            | 2004- fin 2007  | Image manquante Téléverser          |
| Orthodoxe roumaine                          | 14 rue Sainte-Elisabeth           | à géolocaliser                   |            |                 | Image manquante Téléverser          |
| Chapelle de la communauté Orthodoxe bulgare | 21 rue Wantzenau                  | à géolocaliser                   |            |                 | Image manquante Téléverser          |
| Chapelle de la communauté Orthodoxe grecque | 7 rue des Manufactures des Tabacs | à géolocaliser                   |            |                 | Image manquante Téléverser          |
| Chapelle de la Rencontre                    | place de l'Hippodrome             | à géolocaliser                   |            | 1951            | Image manquante Téléverser          |
| Église de la Très Sainte Trinité            | rue de Boston                     | à géolocaliser                   |            | 1965-1966       | Église de la Très Sainte Trinité    |

### Autres chrétiennes
| Monument               | Adresse             | Coordonnées    | Protection | Date       | Illustration               |
| ---------------------- | ------------------- | -------------- | ---------- | ---------- | -------------------------- |
| Église néo-apostolique | 6 rue Heckler       | à géolocaliser |            | XXe siècle | Image manquante Téléverser |
| salle du Royaume       | 30 rue Ziegelwasser | à géolocaliser |            | XXe siècle | Image manquante Téléverser |

### Édifices disparus
- Église Saint-Louis de la citadelle

## Judaïsme
| Monument                    | Adresse           | Coordonnées    | Protection | Date | Illustration                |
| --------------------------- | ----------------- | -------------- | ---------- | ---- | --------------------------- |
| Grande synagogue de la Paix | avenue de la Paix | à géolocaliser |            | 1954 | Grande synagogue de la Paix |
| Synagogue Adath Israël      | rue Sellénick     | à géolocaliser |            | 1933 | Image manquante Téléverser  |

### Édifices disparus
- Synagogue consistoriale de la rue Sainte-Hélène (Strasbourg 1834-1898)
- Synagogue consistoriale du quai Kléber (Strasbourg 1898-1941)

## Islam
| Monument                           | Adresse             | Coordonnées    | Protection | Date       | Illustration                 |
| ---------------------------------- | ------------------- | -------------- | ---------- | ---------- | ---------------------------- |
| mosquée de la cité de l'Ill        | avenue de L'Ill     | à géolocaliser |            | XXe siècle | mosquée de la cité de l'Ill  |
| mosquée de Strasbourg              | avenue Racine       | à géolocaliser |            | XXe siècle | Image manquante Téléverser   |
| Grande mosquée de Strasbourg       | quartier du Heyritz | à géolocaliser |            | 2004       | Grande mosquée de Strasbourg |
| Mosquée Eyyûb Sultan de Strasbourg |                     | à géolocaliser |            |            | Image manquante Téléverser   |